# Never Sleep Again: The Elm Street Legacy
Pour plus de détails, voir Fiche technique et Distribution.
Never Sleep Again: The Elm Street Legacy est un film documentaire direct-to-video américain, réalisé par Daniel Farrands et Andrew Kasch, sorti en 2010. Il traite de la série de films basée sur le personnage de Freddy Krueger.

## Fiche technique
- Titre : Never Sleep Again: The Elm Street Legacy
- Titre original : Never Sleep Again: The Elm Street Legacy
- Réalisation : Daniel Farrands, Andrew Kasch
- Scénario : Thommy Hutson
- Production : Daniel Farrands, Thommy Hutson, 1428 Films, Panic Productions
- Musique : Sean Schafer Hennessy
- Photographie : Buz Wallick
- Montage : Andrew Kasch, Michael Benni Pierce
- Pays d'origine :  États-Unis
- Langue : anglais
- Genre : Documentaire
- Durée : 240 minutes

## Distribution
- Heather Langenkamp : narratrice

Personnalités interviewées
- Wes Craven : créateur de la série de films
- Robert Englund : acteur interprétant Freddy Krueger
- Heather Langenkamp : actrice interprétant Nancy Thompson et elle-même dans Freddy sort de la nuit
- Robert Shaye : producteur de toute la série
- Lisa Wilcox : actrice interprétant Alice Johnson
- John Saxon : acteur interprétant le lieutenant Donald Thompson
- Clu Gulager : acteur interprétant Ken Walsh
- Christopher Young : compositeur de la musique de La Revanche de Freddy
- Alice Cooper : musicien, faisant une apparition dans La Fin de Freddy : L'Ultime Cauchemar
- Dokken : groupe de musique, bande originale des Griffes du cauchemar
- Monica Keena : actrice interprétant Lori Campbell
- Renny Harlin : réalisateur du Cauchemar de Freddy
- Chuck Russell : réalisateur des Griffes du cauchemar
- Kane Hodder : acteur, a interprété Jason Voorhees
- Ronny Yu : réalisateur de Freddy contre Jason
- Tuesday Knight : actrice interprétant Kristen Parker dans Le Cauchemar de Freddy
- Lin Shaye : actrice interprétant le professeur de littérature dans Les Griffes de la nuit
- Jack Sholder : réalisateur de La Revanche de Freddy
- Amanda Wyss : actrice interprétant Christina "Tina" Gray
- Jsu Garcia : acteur interprétant Rod Lane
- Johnny Depp : acteur interprétant Glen Lantz
- Charles Fleischer : acteur interprétant le Dr. King dans Les Griffes de la nuit
- Charles Bernstein : compositeur de la musique des Griffes de la nuit (premier film seulement)
- Kim Myers : actrice interprétant Lisa Webber dans La Revanche de Freddy
- Marshall Bell : acteur interprétant le coach Schneider dans La Revanche de Freddy
- Rodney Eastman : acteur interprétant Joey Crusel
- Jennifer Rubin
- Patricia Arquette
- Priscilla Pointer
- John Carl Buechler
- Howard Berger
- Brooke Theiss
- Craig Safan
- William Malone
- Mick Garris
- Stephen Hopkins
- Kelly Jo Minter
- Michael Bailey Smith
- Mark Ordesky
- Lisa Zane
- Miko Hughes : Acteur interprétant Dylan Porter
- Tracy Middendorf
- Brendan Fletcher
- Zack Ward
- Jason Mewes

## Récompenses et distinctions

### Récompenses
- Saturn Award :
  - Saturn Award de la meilleure édition DVD 2011